# 크립톤
크립톤(←영어: Krypton 크립톤[*], 독일어: Krypton 크륍톤[*])은 화학 원소로 기호는 Kr(←라틴어: Krypton 크립톤[*])이고 원자 번호는 36이다. 무색, 무취, 무미의 비활성 기체로 대기중에 미량이 존재하며, 액체 공기를 분별 증류하여 얻는다. 1898년 영국의 윌리엄 램지에 의해 처음 발견되었다. 다른 비활성 기체와 함께 형광등에 사용된다. 거의 화학 반응을 하지 않으나, 플루오린과 결합해서 화합물을 만든다고 알려져 있다. 또 물의 분자 구조와 결합하여 내포 화합물을 만들기도 한다. 핵 실험 시 바륨, 제논과 함께 핵분열로 발생되며 핵실험 확인 물증으로 사용된다.

## 특성
크립톤은 여러 개의 선 스펙트럼 띠를 나타내며 그 중 녹색과 노란색 계열에서 가장 선명하다.
크립톤은 다른 비활성 기체들처럼 화학적으로는 반응성이 매우 낮다. 그러나 1962년 인공적으로 제논 화합물이 생성되었고 1963년에는 극한 조건에서 이플루오린화 크립톤(KrF2)이 합성되었다. 같은 해 사플루오린화 크립톤이 보고되었으나 이는 착각으로 드러났다. 현재는 이 화합물 이외에도 극저온에서 각종 크립톤 화합물을 생성하려는 시도가 이어지고 있다.
극저온에서 만들어지는 고체 크립톤은 흰색으로, 헬륨을 제외한 모든 비활성 기체들처럼 면심 입방정계 구조를 가진다.

## 동위 원소
자연에 존재하는 크립톤에는 모두 여섯 종류의 동위 원소가 존재하고 30여개의 불안정한 방사성 동위 원소와 핵 이성질체가 존재한다. 크립톤-81은 액체 공기를 분별 증류하여 크립톤을 얻는 과정에서 함께 얻어지는 방사성 동위 원소로 반감기가 약 23만 년이다. 5만~80만 년 정도 된 지하수의 연대를 측정하는데 사용된다. 크립톤-85는 반감기가 10.76년인 방사성 비활성 기체이다. 핵실험이나 원자로 등에서 우라늄과 플루토늄의 핵분열로 인해 생성되는 부산물이다. 원자로 제어봉을 재처리하는 과정에서 발생된다.

## 존재
지구에는 항성에서 핵융합을 통해 생성된 비활성 기체들을 그대로 간직하고 있다. 예외적으로 헬륨은 지각 속의 알파 붕괴를 하는 방사성 원소들에 의해 생성되기도 한다. 크립톤은 대기 중에 약 1ppm 정도 들어있으며 액화시킨 공기를 분별 증류하여 얻을 수 있다. 우주 전체에 존재하는 크립톤의 양은 아직 불분명하다.

## 역사
크립톤은 1898년 윌리엄 램지와 모리스 트래버스에 의해 발견되었다. 그들은 액화된 공기에서 모든 성분을 증류시키고 남은 성분을 조사하던 중 크립톤을 발견하였고, 몇 주 후에는 같은 방법으로 네온도 발견하였다. 이로 인해 램지는 크립톤을 포함해 비활성 기체들을 발견한 공로로 1904년 노벨 화학상을 받게 된다.
1960년에는 크립톤-86이 내놓는 빛의 파장(605.78nm)을 기준으로 1미터의 길이를 정의하는 국제적인 합의가 있었다. 그 결과 이전까지 사용되던 백금과 이리듐의 합금으로 만든 표준 미터원기는 더 이상 사용되지 않게 되었다. 이후에는 광속을 기준으로 미터를 다시 정의하면서 이 방법은 현재 더 이상 사용하지 않는다. 1983년 10월 이후로 1미터는 진공에서 빛이 1/299792458초 동안 이동하는 거리로 정의된다.

## 용도
크립톤의 선 스펙트럼은 여러 개이므로 이온화된 크립톤은 흰 빛을 낸다. 이러한 성질은 밝은 백색 조명을 공급하는 크립톤 전구에 응용되며, 주로 사진술에 쓰인다. 다른 기체들과 혼합하여 전등에 사용하면 황록색 빛을 낼 수도 있다.
아르곤과 크립톤의 혼합 기체는 에너지 효율이 좋은 형광등의 충전재로 들어간다. 이는 형광등의 전력 소모가 적은 장점이 있지만 빛의 방출량이 적으며 가격이 비싸다는 단점이 있다. 또, 크립톤과 제논의 혼합 기체는 백열등에 넣으면 필라멘트의 증발을 어느 정도 방지하는 역할을 한다. 이 경우, 일반적인 백열등보다 더 밝은 빛이 나오며 파란 계통의 빛이 더 많이 방출된다.
크립톤의 백색광은 네온사인 등에 들어가면 원하는 색을 만드는데 유용하다. 또, 스펙트럼의 붉은색 영역에서는 네온보다 더 강한 붉은 빛을 내놓으므로 강력한 붉은색 레이저가 필요할 때는 헬륨-네온 레이저 대신 크립톤 레이저가 이용된다.

## 주의사항
크립톤은 인체에는 무해하나 공기 중에 다량 있으면 질식을 일으킬 수 있으므로 주의해야 한다.